# هوا ژیا بانک
هوا ژیا بانک (به چینی: 华夏银行) شرکت خدمات مالی و بانکداری چینی است، که در سال ۱۹۹۲ تأسیس شد و در حال حاضر مالک شبکه‌ای از ۴۳۷ شعبه بانکداری خرد در ۶۸ شهر می‌باشد. دویچه بانک با در اختیار داشتن ۱۹ درصد از سهام هوا ژیا بانک، بزرگترین سهام‌دار آن به‌شمار می‌آید.
دفتر مرکزی این شرکت در شهر پکن قرار دارد و بخشی از سهام آن در بازار بورس شانگهای معامله می‌شود.